# Трюм (спутник)
Трюм или Трим (англ. Thrymr) — пятьдесят первый по отдалённости от планеты спутник Сатурна. Открыт 23 сентября 2000 года астрономами Бреттом Глэдманом, Джоном Кавелаарсом и другими. Об открытии было объявлено в циркуляре Международного астрономического союза от 7 декабря 2000 года.
Назван в честь Трима, ётуна из скандинавской мифологии, короля Ётунхейма, укравшего молот у Тора. Это название (в варианте Thrym) было введено в циркуляре Международного астрономического союза (МАС) 8 августа 2003 года. По состоянию на 2023 год МАС приводит название в варианте Thrymr. Имеет также обозначения Saturn XXX и S/2000 S 7.
Размер спутника оценивают в 8 км (в предположении, что его альбедо составляет 0,06). Период вращения вокруг своей оси у Трюма самый большой среди ретроградных спутников Сатурна. Судя по кривой блеска этого спутника, полученной аппаратом «Кассини», его период вращения вокруг свой оси составляет 38,79 ± 0,25 часов, но из-за малого времени наблюдения в этом остаётся неуверенность.